# Exlibris – Magiczne numery 1986–2000
Exlibris – Magiczne numery 1986–2000 – kompilacyjny, jubileuszowy album zespołu Ziyo. Wydany 12 października 2000 nakładem wydawnictwa Selles. W kilka dni po premierze został wycofany ze sprzedaży, w wyniku konfliktu firmy Selles z ZAiKSem i interwencji prokuratury.
Nagrań dokonano w „Spectrum Studio”, Tarnów. Realizacja: Leszek Łuszcz, Mariusz Dziekan, Jerzy Durał, Krzysztof Krupa. Loopy: Leszek Łuszcz, Jerzy Durał. Programowanie, midi: Jerzy Durał, Mariusz Dziekan. Miks: Leszek Łuszcz, Jerzy Durał. Aranżacja i produkcja muzyczna: Jerzy Durał. Foto: Sebastian Sokołowski. Projekt: Jerzy Durał, Artur Janus. Do płyty dołączona została książeczka zawierająca historię, fotografie i dyskografię zespołu.
Album dodatkowo zawiera teledysk do piosenki „Magiczne słowa” zarejestrowanego podczas koncertu na Przystanku Woodstock 1999 w Żarach.

## Lista utworów
1. „Nie opuszczaj mnie” – 3:56
2. „Magiczne słowa” – 4:09
3. „Bliżej gwiazd (wyspy)” – 3:48
4. „Deja vu 1986” – 4:15
5. „Dwa słońca” – 6:17
6. „3 x tak” – 2:57
7. „Ethos” – 3:34
8. „Ten 1 raz” – 4:31
9. „Ikar” – 3:36
10. „I Was Born To Be Free” – 3:30
11. „Witajcie w teatrze cieni” – 4:27
12. „Graffiti” – 4:37
13. „War Colours” – 3:57
14. „Czwarty wymiar” – 4:52
15. „Panie prezydencie” – 4:00
16. „Idziemy wytrwale” – 3:58

dodatkowe informacje
1 – piosenka premierowa
12, 15, 16 – pochodzą z płyty Ziyo
3, 11 – z Witajcie w teatrze cieni
10, 13 – z Gloria
2, 5, 7, 9 – z Tetris
4, 6, 8, 14 – z Spectrum
Muzyka
1–6, 8–10, 12, 14, 16 – Jerzy Durał
11, 15 – Jerzy Durał, Marek Kloch
7 – Jerzy Durał, Krzysztof Krupa
13 – Jerzy Durał, Dariusz Durał
Teksty
1–16 – Jerzy Durał

## Muzycy
- Jerzy Durał – śpiew, instrumenty klawiszowe, midi, loopy
- Piotr Sokołowski – gitary elektryczne
- Piotr „Quentin” Wojtanowski – gitara basowa, gitary
- Mariusz Dziekan – instrumenty klawiszowy
- Kris „Flipper” Krupa – perkusja

gościnnie
- Bartek Kapłoński – gitary
- Dariusz Laskowski – gitary